# Ліщинська Людмила Броніславівна
Ліщинська Людмила Броніславівна (21 червня 1966, Вінниця) — доктор технічних наук.

## Життєпис
Народилася у м. Вінниця 21 червня 1966 року.
У 1988—1991 працювала стажистом-дослідником, молодшим науковим співробітником, науковийм співробітником у Вінницькому політехнічному інституті. У 1991—1994 роках навчалася в денній аспірантурі Вінницького політехнічного інституту. З 1995 до 1999 року була асистентом, старшим викладачем і доцентом Вінницького державного технічного університету.
З 1999 року працює у Вінницькому торговельно-економічному інституті Київського державного торговельно-економічного університету. До 2014 року була доцентом, надалі — завідувач кафедри економічної кібернетики та інформаційних систем.
У 2011—2014 роках навчалася в докторантурі Вінницького національного технічного університету, по закінченні якої захистила докторську дисертацію та отримала науковий ступінь доктора технічних наук за спеціальністю 05.13.05 «Комп'ютерні системи та компоненти».
Людмила Ліщинська — член редакційних колегій наукових видань[яких?], рецензент монографій[яких?] і навчальних посібників[яких?], керівник робіт здобувачів наукового ступеня кандидата технічних наук[яких?].

## Наукові праці
Авторка низки наукових праць, зокрема 2 монографій, виданих у видавництві «Lambert Academic Publishing». Згідно з базою даних Scopus має індекс Гірша, що дорівнює 2 (13 публікацій були процитовані 7 разів з 1999 року) станом на лютий 2019 року.
Серед публікацій:
1. Філинюк М. А. Організація і побудова спецобчислювачів моментних ознак зображення: монографія / А. М. Філинюк, Л. Б. Ліщинська. — Вінниця: УНІВЕРСУМ-Вінниця, 2006. — 162 с.
2. Філинюк М. А. Інформаційні пристрої на основі потенційно-нестійких багатоелектродних напівпровідникових структур Шотткі: монографія / М. А. Філинюк, О. М. Куземко, Л. Б. Ліщинська. — Вінниця: ВНТУ, 2009. — 274 с.
3. Філинюк М. А. Активні УВЧ і НВЧ фільтри: монографія / М. А. Філинюк, Л. Б. Ліщинська. — Вінниця: ВНТУ, 2010. — 396 с.
4. Філинюк М. А. Методи та засоби вимірювання параметрів потенційно-нестійких чотириполюсників: монографія / М. А. Філинюк, К. В. Огородник, Л. Б. Ліщинська. — Вінниця: ВНТУ, 2010. — 176 с.
5. Ліщинська Л. Б. Багатопараметричні узагальнені перетворювачі імітансу на основі однокристальних напівпровідникових структур: монографія / Л. Б. Ліщинська. — Вінниця: ВНТУ, 2012. — 244 с.
6. Ліщинська Л. Б. Інформаційні пристрої на основі багато параметричних узагальнених перетворювачів імітансу: монографія / Л. Б. Ліщинська. — Вінниця: ВНТУ, 2013. — 219 с.
7. Филинюк Н. Информационные устройства на комбинированных динамических негатронах. Негатроника. Прикладные аспекты: монографія / Н. Филинюк, Е. Войцеховская, Л. Лищинская. — Saarbrucken: Lap Lambert Academic Publishing, 2013. — 156 с.
8. Lishchynska L. Immittance Logic Elements. Microwave Elements and Devices: monograph / L. Lishchynska, A. Lazarev, O. Voytsekhovska. — Saarbrucken: Lap Lambert Academic Publishing, 2016. — 106 с.
9. Иммитансные логические элементы и устройства: монография / Н. А. Филинюк, Л. Б. Лищинская, А. А. Лазарев и др. — Винница: ВНТУ, 2016. — 188 с.
10. Competitive ability of business organizations: estimation methods and enhancement strategies: collective monograph / M. Bondar, K. Kopniak, L. Lishchynska and etc. // Thorpe-Bowker®, Melbourne, Australia, 2017. — 124 p.

## Нагороди і звання
- Премія Національної академії наук України для молодих учених (1996)
- Вчене звання доцента (2002)
- Вчене звання професора (2015)